# Knock Nevis

Storleksjämförelse av några av världens största fartyg. Uppifrån och ner: Knock Nevis, Mærsk Mc-Kinney Møller, Vale Brasil, Allure of the Seas, och USS Enterprise.

Knock Nevis i förhållande till några byggnader

Knock Nevis (IMO: 7381154) var en supertanker i Ultra Large Crude Carrier-klassen, byggd 1979 i Japan av företaget Sumitomo Heavy Industries. Hon har tidigare även seglat under bland annat namnen Seawise Giant, Happy Giant och Jahre Viking. Hon var 458 meter lång, 69 meter bred och hade en dödvikt på ca 565 000 ton, och är därmed världshistoriens största fartyg. Hennes sista resa gjordes 2009, då hon färdades till Indien för skrotning.  Det största fartyget som fortfarande finns i drift är numera Mærsk Mc-Kinney Møller. De numera största tank-båtarna är FSO Asia, TI Africa, TI Europe och TI Oceania. 

## Historik
Timeline
- 1979 – Beställd vid  Sumitomo Heavy Industries' Oppama shipyard , namn Seawise Giant.
- 1981 – sjösättning
- 1988 – Beskjuten av Exocet-robot under Iran–Irak-kriget, sjönk på grunt vatten vid ön Kharg i Iran.
- 1989 – Omdöpt till Happy Giant
- 1991 – Dockad och omdöpt till Jahre Viking
- 2004 – Såld till det norska företaget First Olsen Tankers i Singapore och ombyggd till Floating production storage and offloading[3] och fick tillbaka namnet Knock Nevis. Hon förtöjdes vid Al Shaheen Oil Field i Persiska viken.
- 2009 – Såld till ett indiskt upphuggningsvarv.

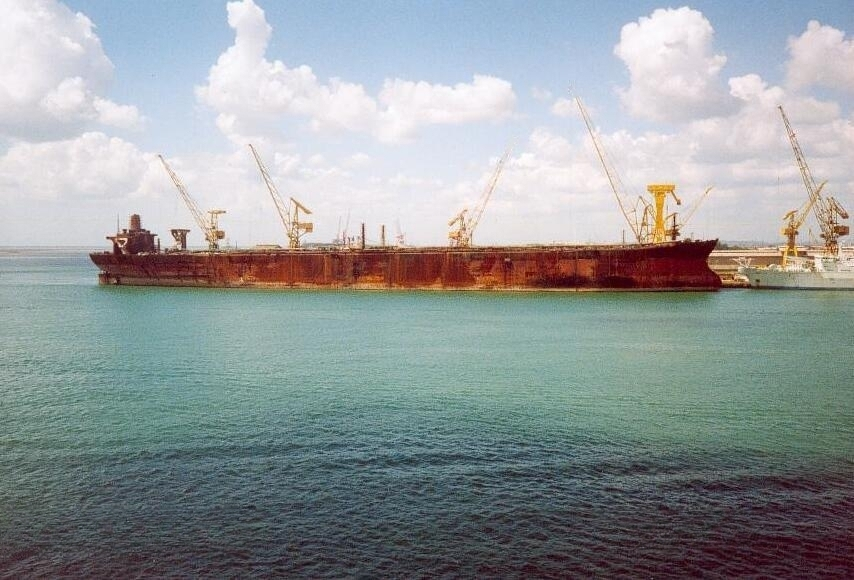
Seawise Giant i Singapore, 1990